# Pirton (Hertfordshire)
Pour les articles homonymes, voir Pirton.
Pirton est une paroisse civile et un village du Hertfordshire, en Angleterre.